# Skatholmen
Skatholmen est une île dans le landskap Sunnhordland du comté de Vestland. Elle appartient administrativement à Fitjar.

## Géographie
Rocheuse et couverte d'arbres, elle s'étend sur environ 899 m de longueur pour une largeur approximative de 271 m. Elle compte deux bâtiments dont une habitation. 